# Scyllarus pumilus
Scyllarus pumilus är en kräftdjursart som beskrevs av Giuseppe Nobili 1905. Scyllarus pumilus ingår i släktet Scyllarus och familjen Scyllaridae. Inga underarter finns listade i Catalogue of Life.